# لوکاس آگازی
لوکاس آگازی (انگلیسی: Lucas Agazzi؛ زادهٔ ۲ مهٔ ۲۰۰۵) بازیکن فوتبال اهل اروگوئه است که در پست وینگر راست یا دفاع راست برای باشگاه دفنسور اسپورتینگ در لیگ دسته اول فوتبال اروگوئه بازی می‌کند.
وی در تیم ملی فوتبال زیر ۲۰ سال اروگوئه بازی کرده است.